# Contado Venassino
Il Contado Venassino (in francese: le Comtat Venaissin, le Comtat; in occitano: lo Comtat Venaicin, la Comtat, in latino: Pagus Vendascinus) era una regione storica della Francia, situata a circondare completamente la città di Avignone. Comprendeva all'incirca le terre comprese tra i fiumi Rodano e Durance e il Mont Ventoux, in Provenza.
Il Contado Venassino, congiuntamente ad Avignone (la quale pure costituiva una contea distinta), costituì una exclave (dal 1433 denominata Legazione di Avignone) dello Stato Pontificio in territorio francese nel corso del basso medioevo e dell'età moderna, fino a essere annessa ala Francia nel 1791, all'indomani della rivoluzione francese.

## Etimologia
Sono state proposte due teorie alternative sull'origine del toponimo "venassino" (venaissin):
Una si richiama all'antico nome di Avignone: da Avennicinus deriverebbe il nome di Comitatus Venicinus, cioè avignonese, sebbene, come già detto, Avignone tecnicamente costituisse una contea a sé.
In alternativa, potrebbe trattarsi di una derivazione dal nome latino della prima capitale, Venasque, Pagus Vendascinus, che avrebbe dato luogo a Comitatus Vendacensis e quindi Vendacinus. Nel 1320 divenne capitale la città di Carpentras.

## Storia

### Nascita dell'enclave

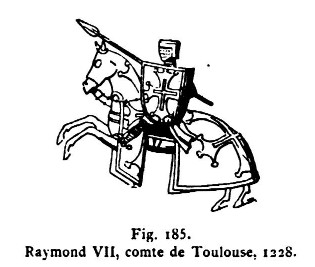
Raimondo VII, conte di Tolosa

In seguito al progressivo disfacimento del regno di Arles, il territorio fu attribuito prima ai marchesi di Provenza e poi, per oltre due secoli, ai conti di Tolosa. Nel 1229, al termine della crociata albigese contro l'eresia denominata catarismo, Raimondo VII, duca di Narbona e conte di Tolosa, cedette per mezzo del trattato di Meaux tutti i propri possedimenti sulla sponda sinistra del Rodano (tra cui appunto il futuro Comtat) al Papa, che allora risiedeva a Roma (solamente nel 1313, con l'elezione di papa Clemente V al soglio pontificio, il papato si trasferì in Provenza: dapprima a Carpentras e tre anni dopo, con l'avvento di papa Giovanni XXII, ad Avignone). La donazione fu confermata nel 1274 dal re di Francia Filippo l'Ardito.

### Periodo papale
All'epoca di papa Clemente V il territorio venassino venne elevato a contea (Comtat), mentre nel 1348 papa Clemente VI acquistò dalla contessa Giovanna di Provenza la città di Avignone, che fino ad allora era circondata da possedimenti papali. Avignone e il Contado Venassino formarono da quel momento l'enclave papale in Francia e furono amministrati la prima da un vicelegato papale e il secondo da un rettore.
Nel 1593 Achille Ginnasi (1553-1594), di Castel Bolognese fu nominato governatore del Contado Venassino da papa Clemente VIII. In entrambi i territori dell'enclave gli abitanti erano esentati dalle tasse e dal servizio militare, e quindi godevano di grandi privilegi in confronto ai vicini sudditi del Regno di Francia.
Nei secoli successivi i re di Francia tentarono più volte di annettere la regione in occasione di divergenze con la Santa Sede, e il Comtat fu invaso dalle truppe francesi nel 1663, 1668, 1768 e 1774. Durante il regno di Luigi XIV e Luigi XV fu anche soggetto a limitazioni commerciali e doganali: nel 1734 il re di Francia proibì agli abitanti del Contado Venassino di coltivare il tabacco e di produrre stoffe di seta stampata.

### Rivoluzione francese e annessione da parte della Francia
La sovranità papale sul Contado Venassino ebbe fine, dopo lunghi secoli, solo con la rivoluzione francese. Già dal 1785 si erano registrate tensioni riformistiche e, quando nel 1789 scoppiò la rivoluzione, come in Francia venne chiesto al papa Pio VI di convocare gli Stati generali del Contado, che si erano riuniti per l'ultima volta nel 1596.
Superata l'iniziale resistenza del papa, la riunione ebbe luogo nell'aprile 1790 e sancì alcune misure di stampo repubblicano (uguaglianza fiscale, abolizione dei privilegi di classe, riforme giudiziarie). Tuttavia, quando la vicina Avignone insistette per passare insieme al Regno di Francia, venne rinnovato il giuramento di fedeltà al papa e venne accolto il vicelegato di Avignone, scacciato dalla sua città. Si giunse allo scontro armato con Avignone, che fu interrotto dall'intervento delle truppe francesi.
Nel 1791, per mezzo di un plebiscito non autorizzato dal papa, gli abitanti votarono a favore dell'annessione alla Francia. Dal 1793 l'ex Contado Venassino forma, assieme ai territori di Avignone e Orange, il dipartimento della Vaucluse. La Santa Sede dal canto suo fu costretta a riconoscere formalmente il risultato del plebiscito col trattato di Tolentino, anche se in seguito, quando il Congresso di Vienna restaurò lo Stato Pontificio in seguito alla parentesi napoleonica, il papa protestò vivamente per la mancata restituzione della sua enclave provenzale; ciò tuttavia fu inutile, dato che lo stesso Congresso decise di confermare l'annessione alla Francia di tutti i territori minori (come ad esempio il principato di Salm).

## La comunità ebraica del Contado Venassino
Fin dall'epoca romana è nota la presenza di comunità ebraiche nella valle del Rodano. Gli ebrei del Contado Venassino vivevano in poche e isolate strade delle località di Cavaillon, Carpentras e L'Isle-sur-la-Sorgue, così come ad Avignone, e svilupparono una cultura ebraica autonoma, differente dall'ebraismo sefardita (dell'Europa sudoccidentale) o ashkenazita (dell'Europa centro-orientale).
L'espulsione degli ebrei dal suolo francese nel 1394 non colpì gli abitanti dei ghetti sotto protezione papale, ma questi ultimi dovettero subire misure discriminatorie (abiti gialli, tasse speciali, prediche forzate). Solamente con la Rivoluzione francese gli ebrei del Contado Venassino acquisirono lo status di cittadini non discriminati e la possibilità di stabilirsi ovunque.

## Comuni del Contado Venassino nel 1791
| Comune               | Superficie |
| -------------------- | ---------- |
| Avignone             | 64,78 km²  |
| Bédarrides           | 24,82 km²  |
| Bollène              | 54,11 km²  |
| Cabrières-d'Avignon  | 14,64 km²  |
| Caderousse           | 32,29 km²  |
| Carpentras           | 37,89 km²  |
| Cavaillon            | 45,93 km²  |
| Châteauneuf-du-Pape  | 25,78 km²  |
| Courthézon           | 32,7 km²   |
| Grillon              | 14,91 km²  |
| L'Isle-sur-la-Sorgue | 44,6 km²   |
| Malaucène            | 45,25 km²  |
| Mazan                | 37,79 km²  |
| Mondragon            | 40,49 km²  |
| Monteux              | 39,03 km²  |
| Mormoiron            | 25,28 km²  |
| Pernes-les-Fontaines | 51,26 km²  |
| Richerenches         | 11,06 km²  |
| Sorgues              | 33,4 km²   |
| Vaison-la-Romaine    | 26,97 km²  |
| Valréas              | 58,13 km²  |
| Venasque             | 35,68 km²  |
| Visan                | 40,92 km²  |
| CONTADO VENASSINO    | 837,81 km² |